# Perilene
Il perilene è un idrocarburo policiclico aromatico con 5 anelli benzenici condensati e 20 elettroni π, avente formula molecolare C20H12. La sua molecola si può considerare come derivante dall'unione di due unità naftaleniche tramite le rispettive posizioni peri (1 - 8), da cui l'altro nome di peri-dinaftilene (o di peri-dinaftalene), dal quale deriva per contrazione il nome "perilene".
In condizioni normali è un solido cristallino giallo. È il capostipite dei coloranti detti rileni (rylene dyes). Molti di questi si basano in particolare sulla struttura molecolare della doppia immide N,N'- disostituita del 3,4,9,10-tetracarbossipirene.

## Proprietà fisiche
Come gli idrocarburi aromatici in genere, il perilene è un composto endotermico: ΔHƒ° = +182,4 ± 2,7 kJ/mol. In condizioni ambiente perilene è un solido cristallino giallo e fonde a 276-279 °C. Come tutti i composti policiclici aromatici, il perilene è poco solubile in acqua (1,2 × 10-5 mmol/L), mentre è solubile in solventi organici, salvo gli idrocarburi alifatici; in particolare, è solubile in cloroformio, solfuro di carbonio, benzene, etere, acetone, ma molto poco in etere di petrolio.
Ha un massimo di assorbimento a 434 nm, con coefficiente di assorbimento molare ε = 38.500 a questa lunghezza d'onda. Il perilene è un semiconduttore organico. I derivati del perilene sono più intensamente colorati e sono resistenti al calore e alle sostanze chimiche.

### Luminescenza
Sotto luce ultravioletta il perilene manifesta una fluorescenza azzurra. Il perilene e i suoi derivati sono usati come droganti per generare luminescenza blu in dispositivi OLED.

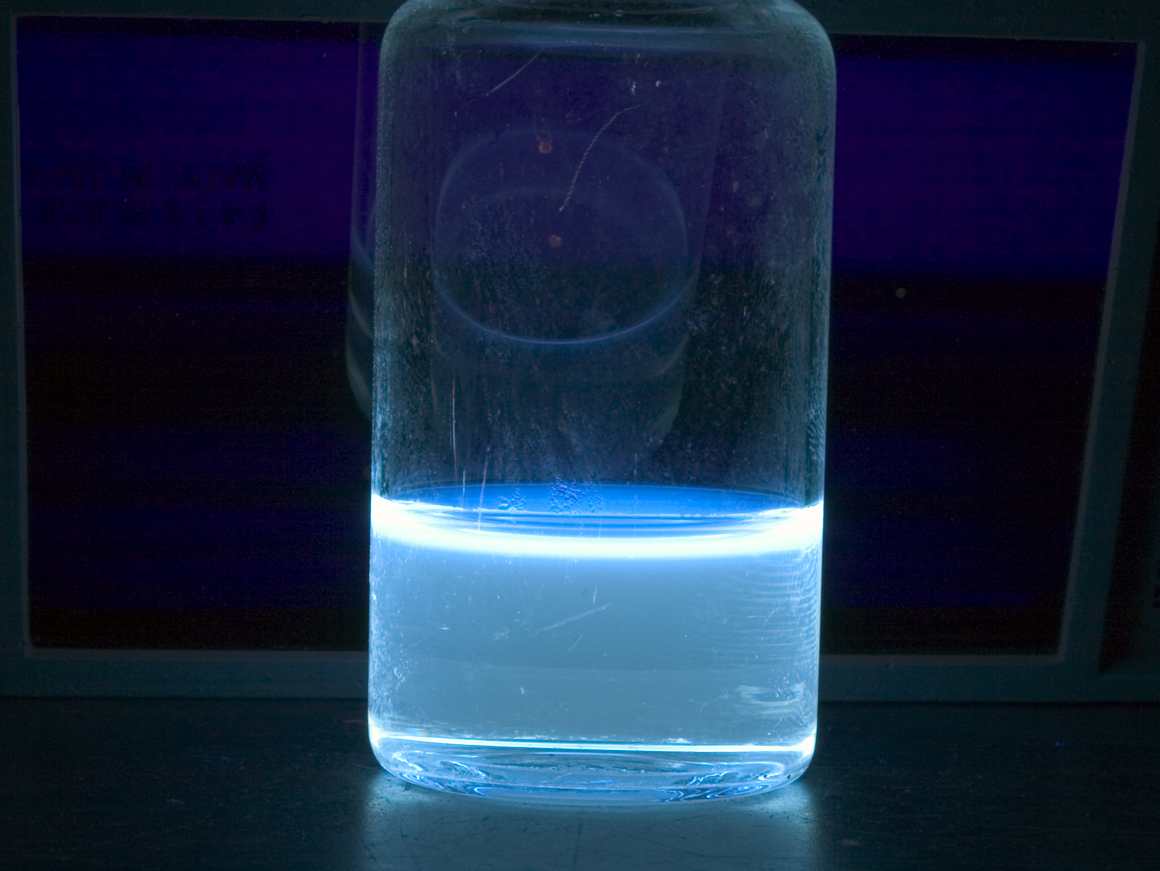
Perilene sciolto in diclorometano irradiato con raggi UVA
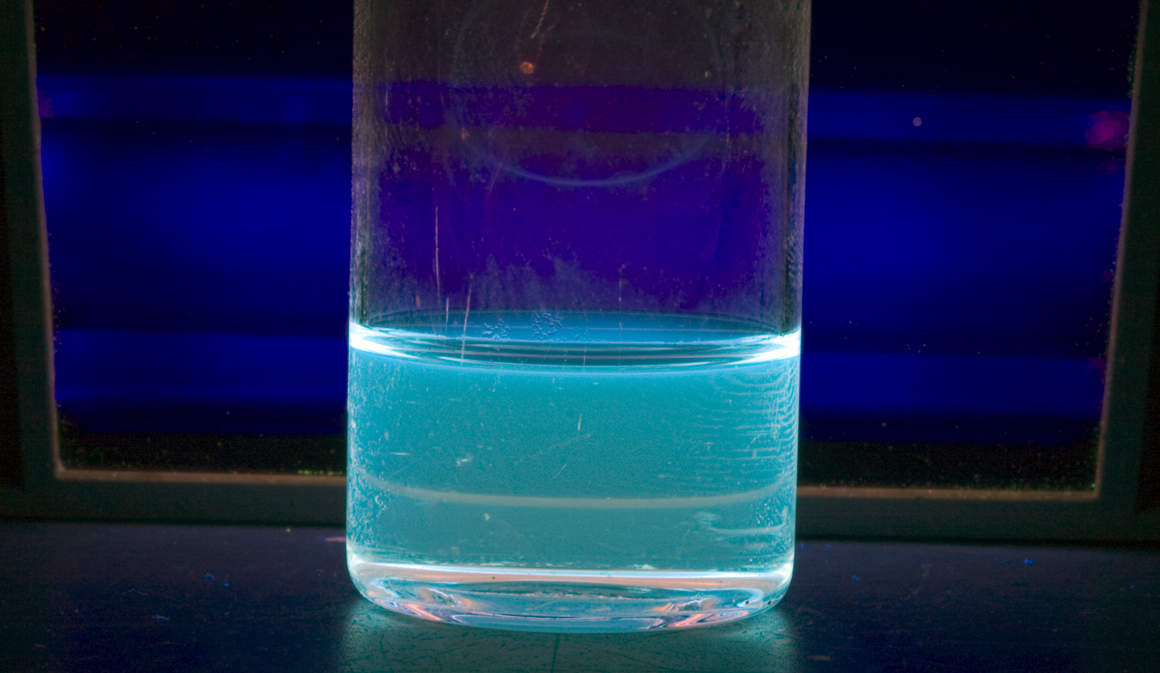
Perilene sciolto in diclorometano irradiato con raggi UVC

## Struttura, aromaticità e reattività
La molecola del perilene può essere considerata come formata da due unità di naftalene private di due atomi H nelle posizioni 1 e 8 (posizioni peri) e sovrapposte, connesse tra loro da due "legami singoli" carbonio-carbonio nelle stesse posizioni di entrambe. Tutti gli atomi di carbonio sono ibridati sp2.
La molecola del perilene è un ibrido di risonanza di 9 forme limite, tutte strutture di Kekulé. Il fatto di avere un totale di 4n elettroni π (con n = 5) non la rende antiaromatica, dato che la regola di Hückel per l'aromaticità si applica strettamente solo a molecole monocicliche. Secondo la teoria dei sestetti aromatici di Clar, l'anello centrale che si viene in tal modo a creare tra le due unità naftaleniche non contribuisce significativamente all'aromaticità del perilene.  D'altro canto, gli indici di aromaticità per la molecola, HOMA (0,7735), NICS (-8,38) e SCI (0,0237) indicano tutti che il perilene è complessivamente aromatico.

### Reattività
Inoltre, dal punto di vista sperimentale, sul perilene è possibile effettuare le acilazioni di Friedel-Crafts, che avvengono principalmente nelle posizioni equivalenti 3-4-9-10; queste reazioni vanno fatte a bassa temperatura perché il perilene risulta un substrato molto attivato verso le sostituzioni elettrofile aromatiche, altrimenti si ottengono prodotti di doppia sostituzione, o sostituzione multipla. La nitrazione, condotta con acido nitrico in soluzione di anidride acetica a freddo , dà risultati molto simili. Le alogenazioni e le solfonazioni danno anch'esse risultati simili.

### Struttura cristallografica
La struttura del perilene è stata ampiamente studiata tramite cristallografia a raggi X. La molecola risulta planare entro i limiti sperimentali, con simmetria D2h (come per il naftalene).
Dall'analisi di una successiva indagine diffrattometrica dei raggi X risulta che le lunghezze dei legami C−C interni alle unità naftaleniche vanno da un minimo di 137,0 pm a un massimo di 142,5 pm, mentre nel naftalene stesso vanno da 138,1 pm a 142,2 pm, e quindi le differenze sono piccole, come se le due unità naftaleniche nel perilene fossero molto simili al naftalene tal quale, senza una interazione di qualche importanza tra le due. Tuttavia, i due legami «singoli» che le connettono hanno lunghezza media di 147,1 pm, un valore un po' minore di quello atteso per un legame singolo tra carboni sp2 con normale coniugazione (148 pm nel butadiene), il che testimonia invece che l'interazione tra le due unità naftaleniche è sì modesta, ma non trascurabile.

## Sintesi
Il perilene fu isolato per la prima volta da Roland Scholl nel 1910. Si prepara per riscaldamento della naftalina con cloruro di alluminio o altri acidi di Lewis.

## Reazioni con metalli alcalini
Come accade per altri idrocarburi policiclici aromatici, a contatto con metalli alcalini il perilene reagisce con formazione di sali del suo anione o del suo dianione, che sono di color rosso cupo; in particolare, il dianione [C20H12]2−, con 22 elettroni π si conforma alla regola di Hückel per l'aromaticità. Gli addotti con eteri corona di questi anioni sono stati caratterizzati con la cristallografia a raggi X.

## Tossicità / Indicazioni di sicurezza
A differenza di altri idrocarburi policiclici aromatici, che sono spesso cancerogeni, il perilene non è considerato pericoloso secondo la Direttiva 67/548/CEE. Va comunque maneggiato con le normali precauzioni dovute con i composti chimici.

## Reperibilità in natura
Il perilene sulla terra è presente nel catrame e nel particolato dovuto all'inquinamento atmosferico. Si può ritrovare anche in crinoidi fossili e in termitai tropicali, nonché nella torba, in rocce sedimentarie recenti in fondo a corpi idrici, e in petrolio greggio. Vi sono dibattiti sulla possibile origine del perilene dalla degradazione del legno ad opera di funghi.